# Olho d'Água do Piauí
Olho d'Água do Piauí este un oraș în Piauí (PI), Brazilia.